# Theemin
Theemin (upsilon2 Eridani of  υ2 Eridani) is een ster in het sterrenbeeld Eridanus (Rivier Eridanus).
Vanuit de Benelux gezien klimt Theemin, tijdens het culmineren ervan, tot 8 en een halve graad boven de zuidelijke horizon.

## HCG 29
Vanaf de aarde gezien bevindt zich net ten westen van Theemin de compacte groep sterrenstelsels HCG 29 (Hickson Compact Group 29).